# Сернаше-ду-Бонжардин
Сернаше-ду-Бонжардин (порт. Cernache do Bonjardim) — район (фрегезия) в Португалии, входит в округ Каштелу-Бранку. Является составной частью муниципалитета Сертан. По старому административному делению входил в провинцию Бейра-Байша. Входит в экономико-статистический субрегион Пиньял-Интериор-Сул, который входит в Центральный регион. Население составляет 3283 человека на 2001 год. Занимает площадь 72,06 км².
Покровителем района считается Святой Себастьян (порт. São Sebastião).

## История
Район основан в 1544 году